# Суорд-Бич
«Суорд-Бич» (sword beach в переводе с англ. — «пляж „Меч“») — кодовое название одного из пяти основных участков высадки войск союзников в ходе операции «Нептун», являвшейся частью Нормандской операции, в июне 1944 г. Участок представлял собой полосу побережья длиной в 8 км, он простирался от города Уистреам до Сент-Обен-сюр-Мер и являлся самым восточным из всех мест высадки. Город Кан расположен всего в 15 км от тех мест, а другие ближайшие участки высадки, «Голд-Бич» и «Джуно-Бич», находились соответственно в 16 и 6 км от «Суорд-Бич».
Первоначальные высадки прошли с небольшими потерями, однако позднее британские войска столкнулись с очень прочной обороной противника на участке, находящимся за прибрежной полосой. 6 июня «Суорд-Бич» оказался единственным сектором высадки, где войскам пришлось отражать атаку немецкой танковой дивизии.

## Предыстория
После падения Франции, премьер-министр Великобритании Уинстон Черчилль пообещал вернуться в континентальную Европу, чтобы освободить народы, находящиеся под немецкой оккупацией. Западные союзники согласились открыть второй фронт в 1942 году, чтобы помочь Советскому Союзу, однако, из-за нехватки ресурсов вторжение пришлось отложить. Вместо этого был разработан план операции «Следжхаммер»: в случае критического ослабления немецких войск или возможного падения Советского Союза планировалось провести ограниченную высадку союзных войск во Франции. Одновременно разрабатывался план крупномасштабного вторжения во Францию в 1943 году — операция «Раундап», однако и в 1943 году союзникам пришлось отказаться от высадки из-за нескольких причин: ощущалась серьёзная нехватка десантных судов и прочих средств для высадки, надо было довести до конца битву за Атлантику и оказать дополнительное давление на страны «оси», высадившись в Италии.
Теперь высадка во Франции называлась «операцией Оверлорд» и была запланирована на 5 июня 1944 года. План операции предусматривал, среди прочего, наступление британской 2-й армии на участке между рекой Орн и Пор-ан-Бессен, захват оккупированного немцами города Кан и формирование линии фронта от юго-восточных окрестностей Кана до Комон-л’Эванте с целью захвата аэродромов и защите с фланга 1-й армии США, в планы которой входил захват Шербура. Захват Кана и окрестностей давал 2-й армии хорошие первоначальные позиции для продвижения на юг для захвата города Фалез — важного опорной точки для наступления на Париж.

## Приготовления союзников
Основной целью первого дня высадки для 3-й британской пехотной дивизии был норманский город Кан. Для наступления на Кан дивизия была усилена 27-й отдельной бронетанковой бригадой, 1-й бригадой британских коммандос, включавшей в себя отряды коммандос «Сражающейся Франции», 41-й батальоном королевских морских коммандос из 4-й бригады, а также частью соединений британской 79-й бронетанковой дивизии.
3-й дивизии было приказано наступать на Кан, находящийся в 12 км от «Суорд-Бич», в то время как 3-й канадской пехотной дивизии, находящейся на правом фланге британцев, предстояло захватить аэродром в Карпике, лежавший в 18 км от «Джуно-Бич», в предместьях города. Британцам было также приказано прийти на помощь соединениям британской 6-й воздушно-десантной дивизии, удерживавашим мосты через реку Орн и канский канал, захваченные в ходе операции «Тонга», а также овладеть высотами к северу от Кана и «если возможно, самим Каном». Непосредственно перед вторжением командующий 1-м корпусом, генерал-лейтенант Джон Крокер, инструктируя солдат дивизии, сказал, что к ночи город должен быть или захвачен, или «эффективно блокирован» войсками, базирующимися к северу от города и в Бенувиле.
«Суорд-Бич» простирался на 8 км от Сент-Обен-сюр-Мер до устья реки Орн. С запада на восток участок высадки был поделён на четыре сектора: «Обо», «Питер», «Куин» и «Роджер». Каждый сектор также был поделён на многочисленные зоны. Для наступления предназначался участок шириной в 3 км между зонами «Уайт» и «Ред» сектора «Куин», так как мелкие рифы блокировали доступ к другим секторам. Возглавить наступление было поручено двум пехотным батальонам, при поддержке танков, оснащённых системой Duplex Drive. Вслед за этими соединениями должны были пойти коммандос, за ними — остальные соединения дивизии. Высадка была запланирована на 07:25 утра.

## Силы фашистской Германии
Директива фюрера от 23 марта 1942 года призывала к официальному созданию серии оборонительных сооружений получивших название «Атлантический вал». До конца 1943 года фортификационные сооружения строились, в основном, в районах крупных портов, после чего были распространены и на другие районы. На побережье «Суорд-Бич» и за ним было построено 20 ДОТов, включающих в себя несколько артиллерийских батарей. Побережье пляжа было усеяно минами, противотанковыми «ежами» и надолбами, за которыми были расположены траншеи, пулемётные гнёзда, миномёты и орудия. Немецкие позиции были окружены колючей проволокой. Проволока была также натянута и вдоль пляжа.
Чтобы усилить укрепления, на побережье были возведены шесть ДОТов, содержащих в совокупности по меньшей мере восемь 50-мм противотанковых орудий, четыре 75-мм орудия и одно орудие калибром в 88 мм. Один такой ДОТ, названный «Треска», был возведён прямо напротив сектора «Куин». Выходы из пляжей были блокированы различными преградами. Глубже, за пляжами, было установлено шесть артиллерийских батарей, три из которых были установлены в ДОТах. Эти три батареи имели вместе четыре 100-мм орудия и до семи орудий калибра 155-мм. Дополнительно, восточнее реки Орн была установлена мервилльская артиллерийская батарея, вооружённая четырьмя 100-мм гаубицами чехословацкого производства, которые также могли открыть огонь по «Сорд-Бич» и прибывающему флоту. Всего между Шербуром и рекой Сена находилось 32 батареи, имевшие возможность обстрела пляжей, на которых высаживались союзные войска. Половина из этих батарей находилась в железобетонных казематах со стенами толщиной в 1,8 м.
Начиная с весны 1942 года на 716-ю пехотную дивизию генерал-лейтенанта Вильгельма Рихтера была возложена оборона участка побережья Нормандии, принадлежащего департаменту Кальвадос. В марте 1942 года 352-я пехотная дивизия приняла контроль над западным побережьем Кальвадоса, и в ведении 716-й дивизии, располагающейся севернее Кана остался лишь участок побережья шириной в 13 км. Дивизия состояла из четырёх регулярных пехотных батальонов, двух батальонов из «Восточных легионов» и соединений артиллерии. Четыре пехотные роты были распределены вдоль «Сорд-Бич», из них две — вдоль сектора «Куин», ещё четыре роты находились в глубине территории, за пляжем. Ещё южнее, на берегах реки Орн, вокруг Кана, была расквартирована 21-я танковая дивизия генерал-лейтенанта Эдгара Фейхтингера, насчитывающая 16 297 человек. В случае высадки союзников дивизии предписывалось немедленно организовать контратаку.
В мае 1944 года под командование Рихтера были переданы также два батальона панцергренадёров и противотанковый батальон из состава 21-й танковой дивизии. Эти перестановки привели к тому, что 21-я дивизия была оставлена в мобильном резерве. Один из переданных батальонов, вместе с противотанковыми пушками и несколькими мобильными 155-мм орудиями был размещён на хребте Перье, находящемся на высоте в 50 м выше уровня моря в 4,8 км к югу от «Сорд-Бич».

## Высадка

### Преодоление прибрежных укреплений
Высадку осуществляли соединения 2-й британской армии под предводительством генерал-лейтенанта Майлса Демпси. Войска 1-го корпуса генерала Крокера должны были штурмовать побережье. Основная масса войск высаживалась в зоне «Куин», на побережье города Эрманвиль-сюр-Мер. Главная задача войск состояла в захвате города Кан и аэродрома в городе Карпике, находящегося неподалёку, на западе. Высадка началась, как и было запланировано, в 07:25 утра: 3-я дивизия высадилась в зонах «Питер» и «Куин». На 1-ю и части 4-й бригады коммандос, которые принимали участие в высадке, была возложена задача по контролю за мостами через реку Орн и канским каналом. Командос должны были соединиться с десантниками из 6-й воздушно-десантной дивизии, которые к тому времени уже удерживали мосты и успели уничтожить батареи в Мервилле.
Сопротивление высадке было слабым. В 8:00 утра, через 45 минут после начала, бой был уже перенесён в глубину территории противника, а на восточном фланге к часу дня коммандос достигли реки Орн, соединившись там с высадившимися ранее британскими парашютистами. Войска смогли соединиться с высадившимися западнее канадцами гораздо позднее. Единственная серьёзная немецкая контратака в день высадки произошла на пляже в 16:00: в ходе двух атак, 21-я танковая дивизия прошла весь путь от Кана до побережья между городами Лион-сюр-Мер и Люк-сюр-Мер. Полностью нейтрализовать противника британцам удалось только поздно вечером. 54 из 98 немецких танков были уничтожены или выведены из строя.

### 21-я танковая дивизия контратакует
Британские войска не могли соединиться с канадцами, высадившимися, согласно плану, на «Джуно-Бич». В это время по британцам нанесла удар 21-я немецкая танковая дивизия. 192-й полк мотопехоты из состава дивизии достиг пляжа к 20:00, хотя значительная часть его техники была уничтожена огнём королевских ВВС. Потери в технике оказались велики из-за того, что орудия зенитной артиллерии, прикреплённые к дивизии, были распылены между всеми различными соединениями, что привело к неспособности дать серьёзный отпор авиации.
22-й полк мотопехоты вместе с 50 танками также атаковал укрепившиеся на побережье войска. Британцы организовали успешную оборону, и контратака была отбита. Несмотря на это, одной немецкой роте удалось пройти сквозь бреши в английской обороне к побережью у Лион-сюр-Мер. Немцы обнаружили тамошние оборонительные укрепления неповреждёнными и решили ещё больше укрепить их, чтобы помешать высадке прибывающих войск. По совпадению, над этим районом побережья пролетали 250 планёров с солдатами 6-й воздушно-десантной дивизии на борту — солдаты должны были усилить группировку войск на берегах реки Орн. Немцы испугались возможного окружения и оставили прибрежные укрепления. К концу дня 6 июня, 21-я дивизия потеряла 50 танков от огня британских противотанковых пушек.

### Последствия
В конце дня высадки на «Сорд-Бич» высадилось 28 845 британских солдат, было потеряно 630 человек. Между тем, войска не достигли города Кан, поэтому, чтобы избежать ожесточённого сопротивления (за время, прошедшее с начала высадки, в город могли подоспеть подкрепления), наступающие войска остановились в 6 км от города. Британские соединения оставались недалеко от побережья, куда прибывали всё новые и новые войска, техника и снаряжение.
После того, как 21-я немецкая танковая дивизия отступила, на следующее утро британские войска соединились с канадцами, высадившимися на правом фланге. 21-я дивизия не сразу оправилась от потерь, понесённых 6-го июня, поэтому в тот день атаки больше не предпринимались. Однако, на следующий день, 7-го июня, точно на том же участке в атаку пошла 12-я дивизия СС. Наступление было безуспешным — дивизия потеряла 31 танк и ничуть не продвинулась вперёд.